# Haywardina necys
Haywardina necys är en fjärilsart som beskrevs av Jean Baptiste Godart 1823. Haywardina necys ingår i släktet Haywardina och familjen praktfjärilar. Inga underarter finns listade i Catalogue of Life.